# 新界
新界（英語：New Territories）是香港全境三大地域之一，與中國大陸深圳市接壤，也是香港境內除香港島及九龍外的其餘區域。新界可以分為兩大部份，分別是與九龍半島相連的新界大陸和以大嶼山為主的233個島嶼所組成的離島。新界大陸面積為747.18平方公里，連同233個離島計算，總面積則為975.23平方公里，佔香港陸地總面積接近90%。至於人口方面，居住於新界的人口大約佔全香港人口的57%。一平方公里有約3938人。

## 歷史

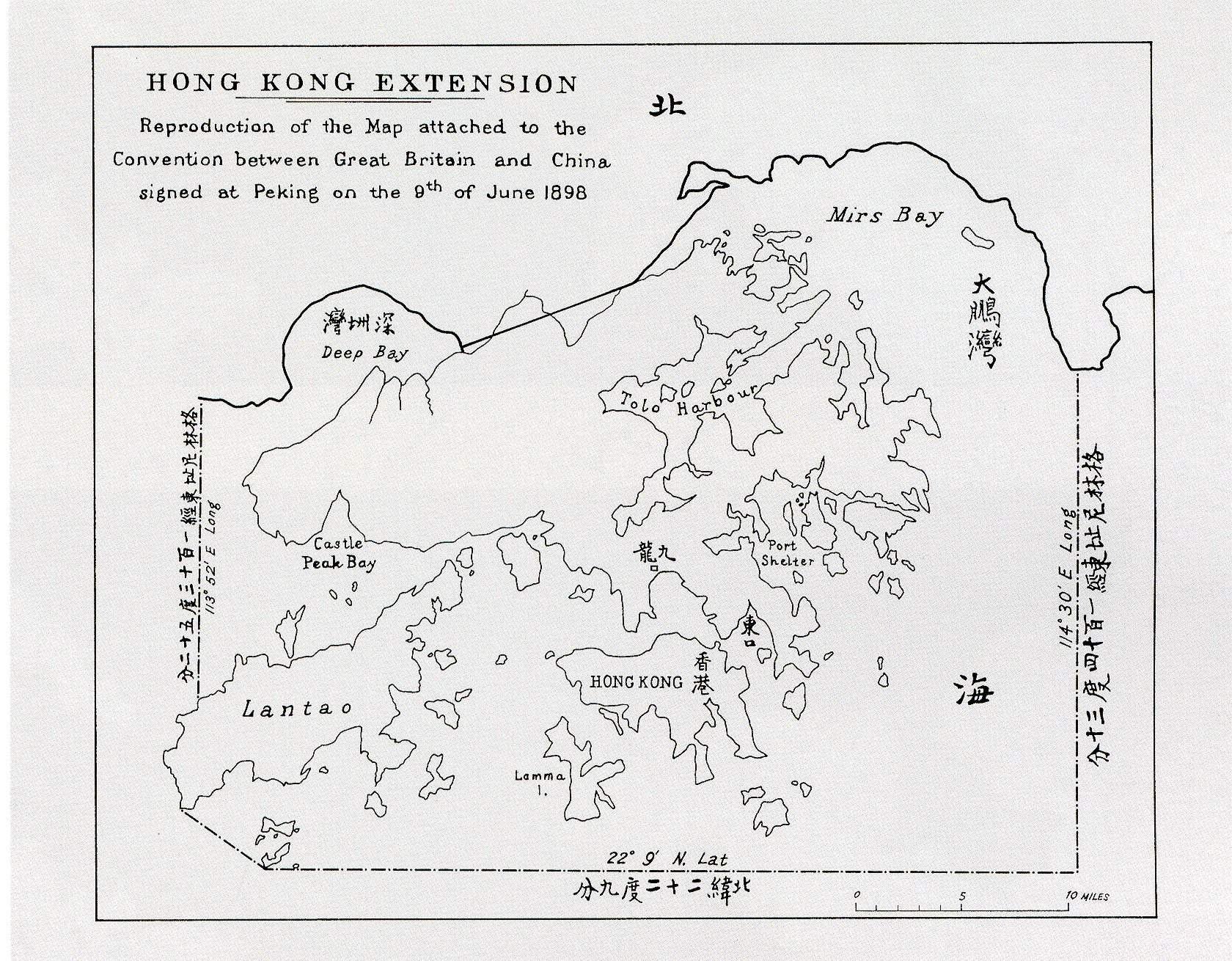
1898年《展拓香港界址專條》中租借的新界及新九龍範圍

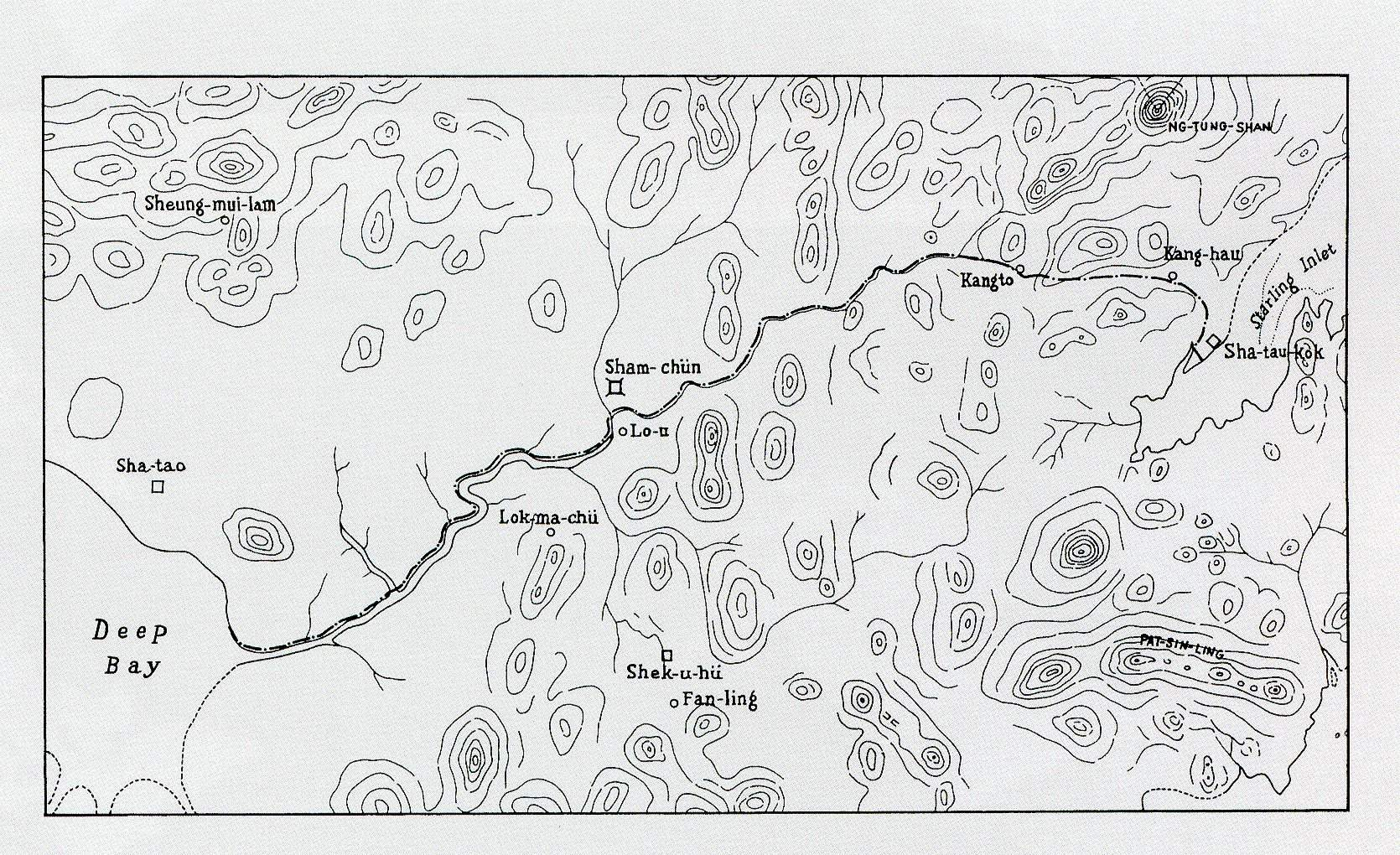
1898年《展拓香港界址專條》附圖中的沙頭角

新界西貢區黃地峒曾發現三萬年前的舊石器時代晚期文物，說明新界地區歷史悠久。
中石器時代的文物尚未發現，新石器時代中期（距今約七千年前）的文物在1990年代興建赤鱲角機場時於大嶼山扒頭鼓出土。新界的西貢，南丫島等地不時有新石器時代至近代的文物出土。
秦朝平定百越之後，今天的新界被納入爲秦境，屬番禺縣管轄。由東晉中期至明朝初期期間，今天的新界之地曾分別屬寶安縣、東官縣、東莞縣，廣州府等行政區管轄。至明朝，寶安縣改名爲新安縣，竝屬之管轄。直至1898年6月9日，即英國在香港島建立殖民地的56年後，英國政府與清政府在北京簽訂《展拓香港界址專條》，租借由九龍界限街以北，至深圳河以南土地，連同附近233個島嶼，為期99年，到1997年6月30日為止。
英軍管有新界時，香港島已發展成一個現代化、商業化的國際開放城市，而新界則仍然是一個相對落後和傳統的農業社會。港督卜力基於駱克的報告及建議，決定對新界採用間接管治的方針，採用一套較近似於中國人的制度，即由鄉親父老來治理鄉村，並表明土地等私人財產可繼續由私人擁有，民間風俗、習俗也依舊不變。
1973年，新界拓展署成立，為配合時任港督麥理浩勳爵提出的十年建屋計劃，港府大舉發展新界，開拓新市鎮，為多項公營房屋發展計劃提供土地。新市鎮發展使新界人口急增，新界地區對市政服務的需求殷切，而新界擁有特殊的政治、歷史背景，港府需要為新界另設第二個市政局，為新界的市政服務決策，故此於1985年4月1日成立臨時性的區域議局，並於1986年4月1日正式成立區域市政局，執行部門同時由市政事務署新界市政署改為區域市政總署，直至2000年為止。

### 陸地界線變化
在開埠初期，根據《展拓香港界址專條》，由於是以深圳河和沙頭角河作為中港界線，而該兩河的河源是相接的，儼如一狹小的海峽，因此中港之間當時是一水之隔，與中國大陸完全沒有相連。最少至1922年，中港邊界東面仍以沙頭角河為界；隨著沙頭角河舊河口的乾涸並形成了中英街後，香港與中國大陸才開始陸地相連。但後來中方把成為內流河的沙頭角河重新整治，把河口建於深圳一方的中方的沙頭角範圍內。現時，新界與深圳之間除了與沙頭角河以南的中英街社區陸地連接之外，其餘都是一水之隔。
另外，位於落馬洲和馬草壟之間的深圳河段經改道後，由於河道拉直，雙方交換了一些土地。其中最大幅是舊河道和新河道之間形成的落馬洲河套區，本為深圳管轄，現改為香港新界管轄，唯該土地的業權仍屬於深圳。

### 海域變化

現時的香港地圖，動畫演示轄區變化

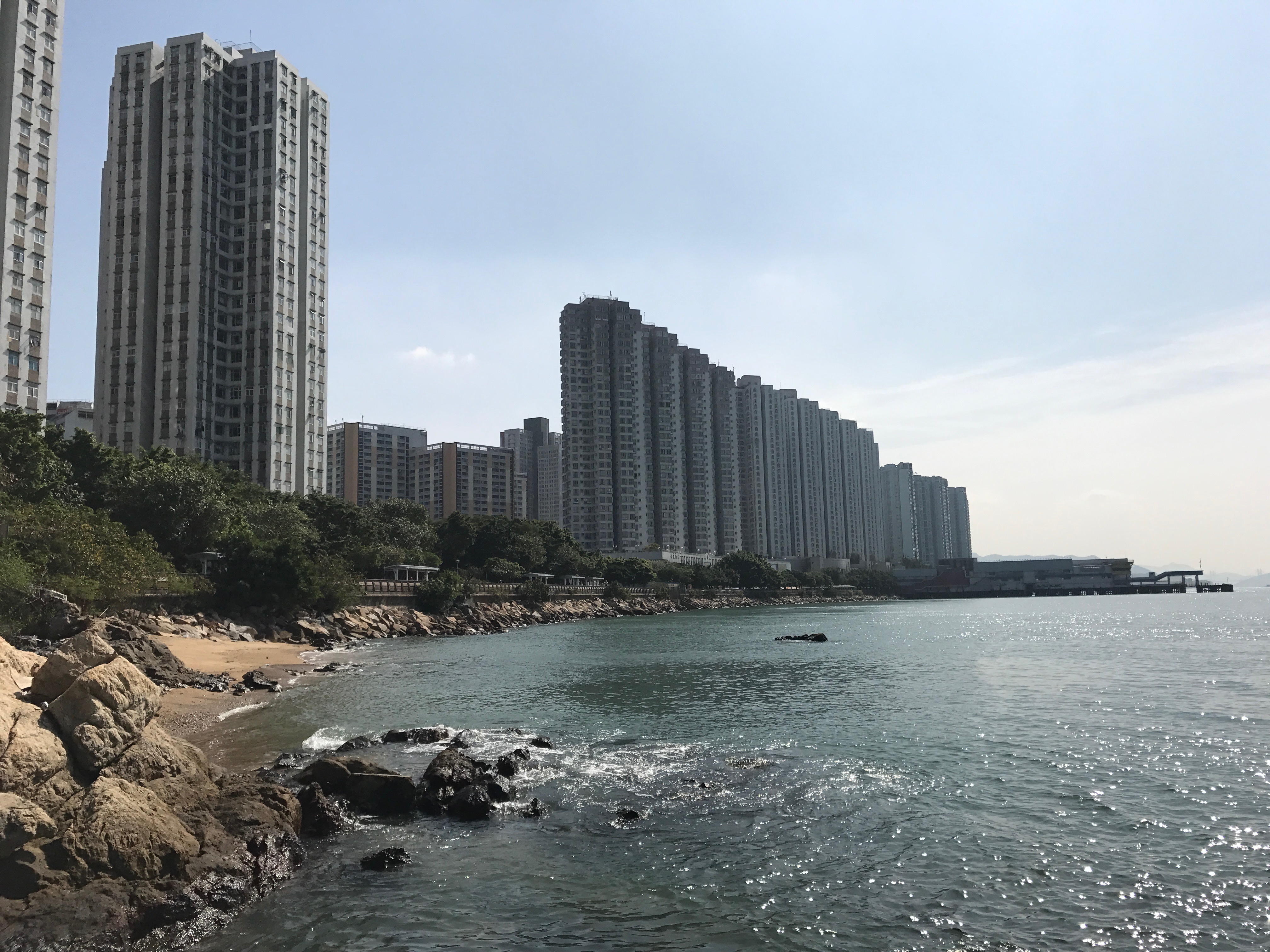
新界的蝴蝶灣

香港英國殖民地時期之海面邊界根據1898年《展拓香港界址專條》香港全境圖，包括整個深圳灣及大鵬灣；為了方便珠江口船隻行駛，大嶼山西南之邊界為退潮線對開200呎處。香港主權移交後，深圳灣及大鵬灣北面劃予深圳，大嶼山、索罟群島西南以及蒲台島以南海域則有所增加。
另見嶼北界碑及嶼南界碑

## 行政區劃

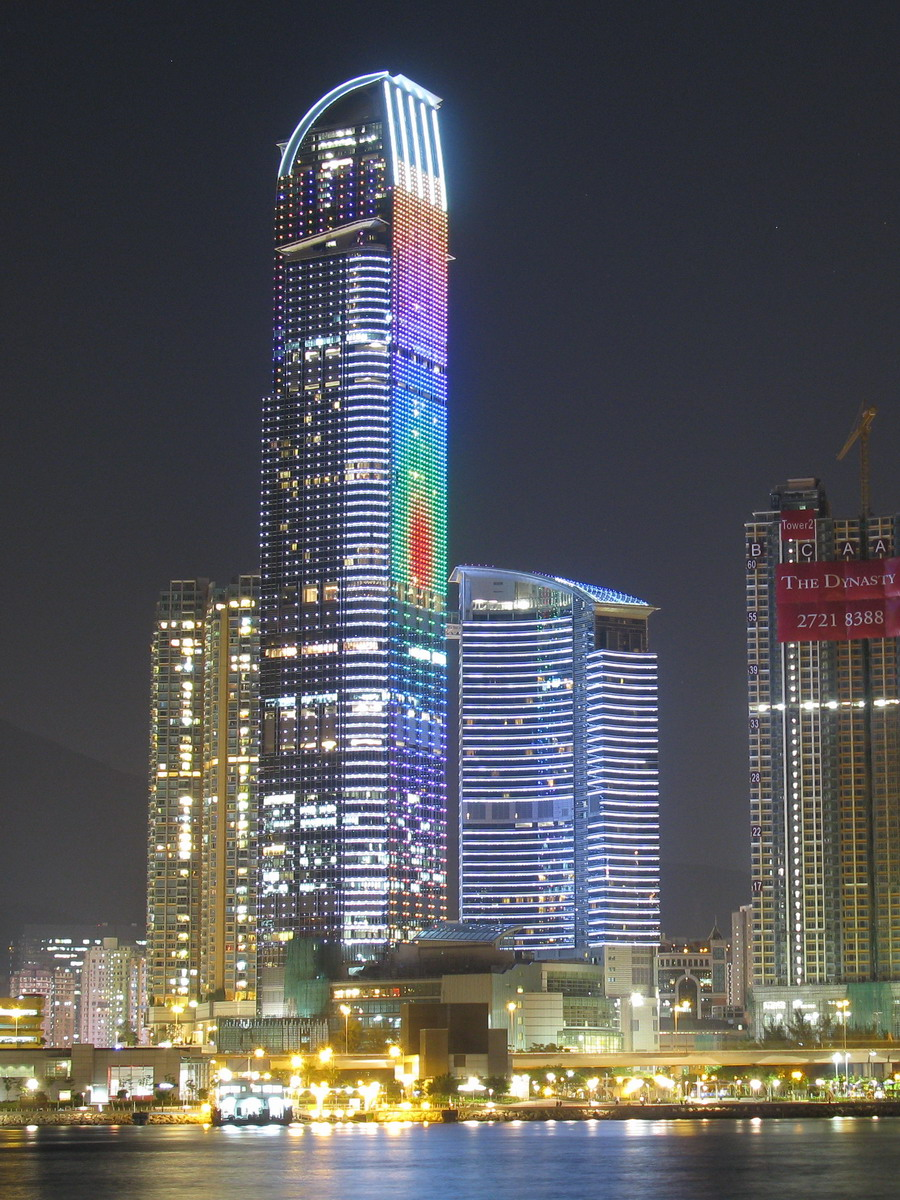
新界最高摩天大樓荃灣如心廣場商場

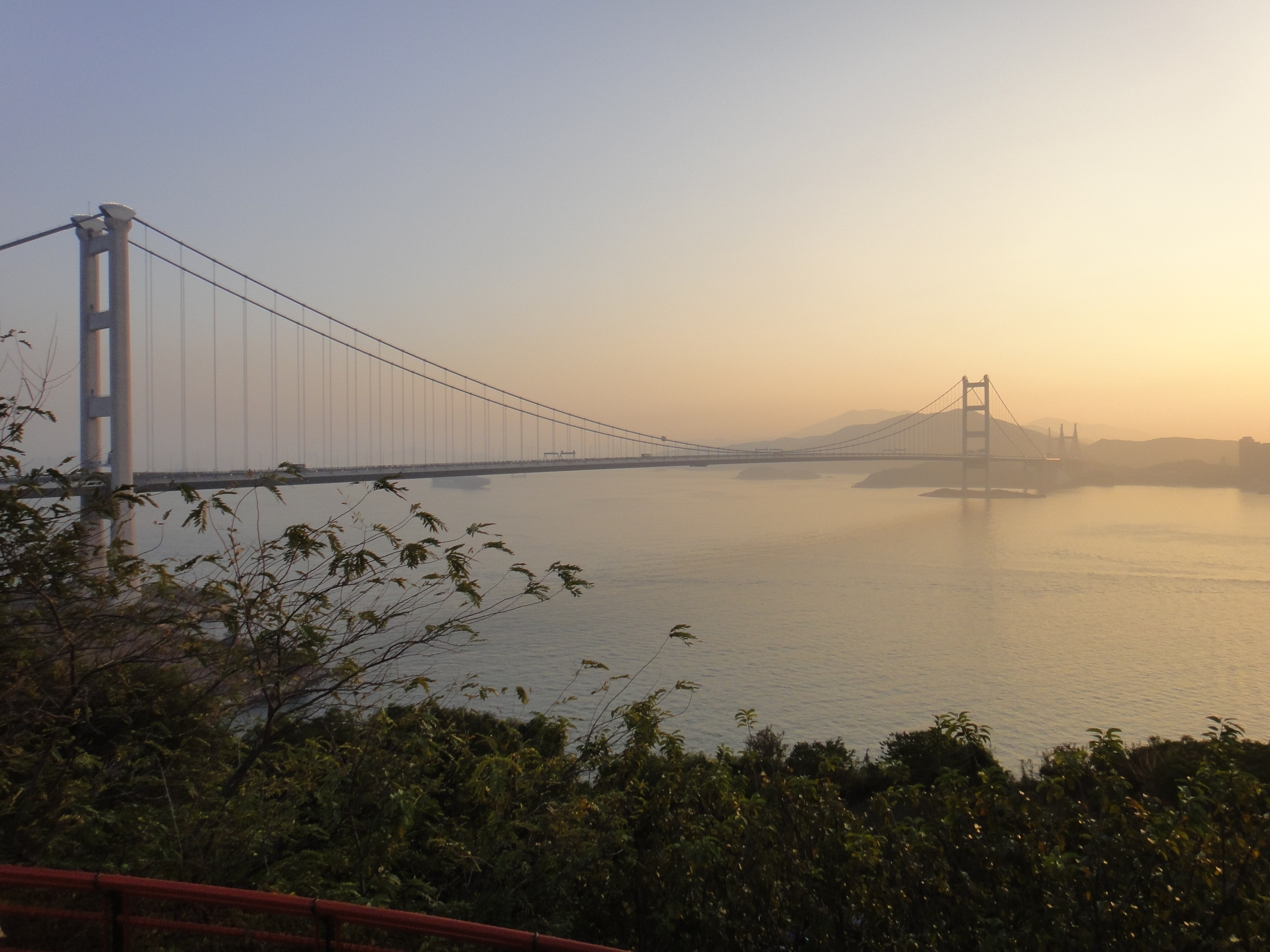
著名地標青馬大橋也是坐落於新界

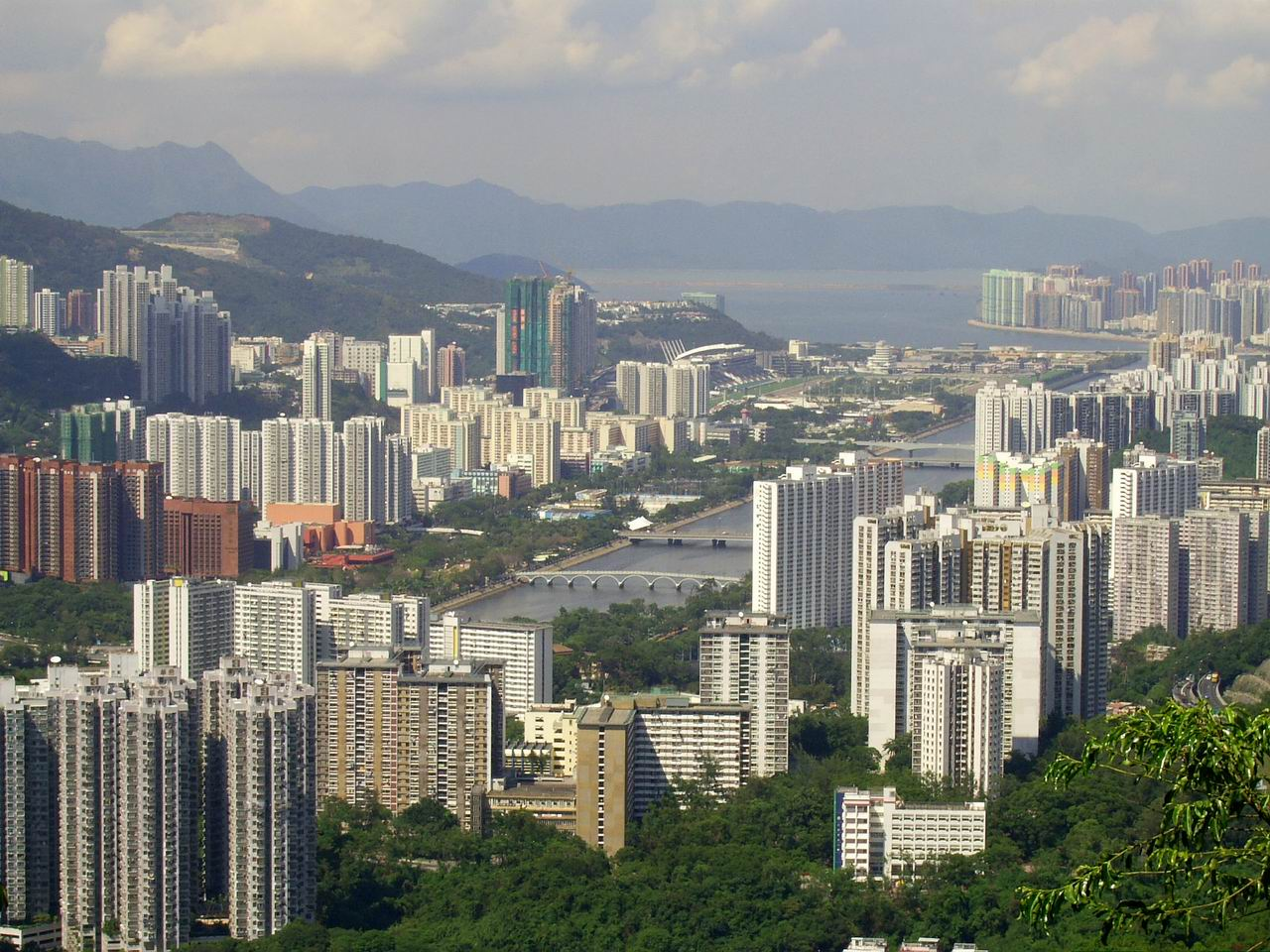
十八區中人口最多的沙田區

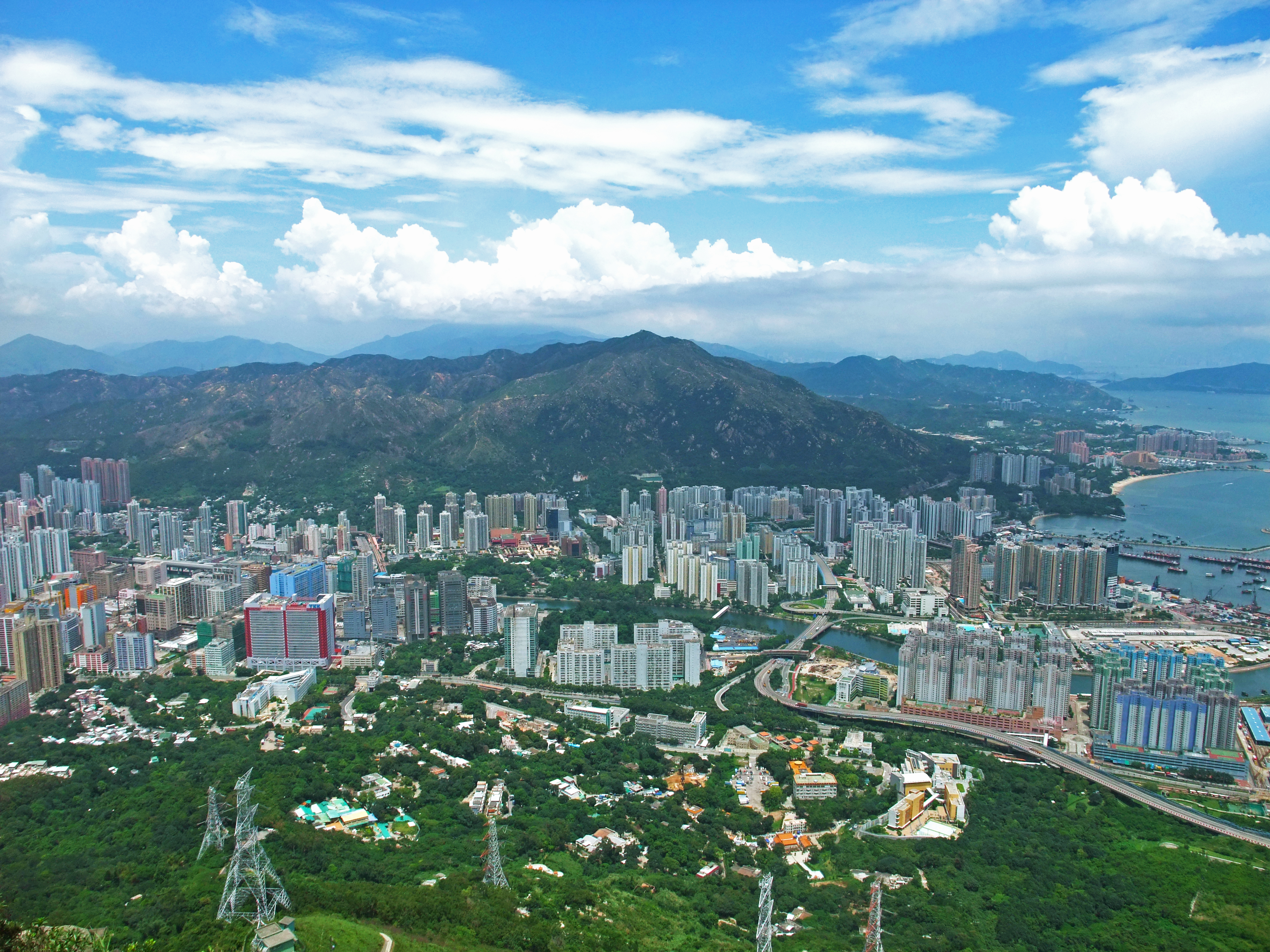
從青山俯瞰屯門新市鎮，遠方山峰為九逕山

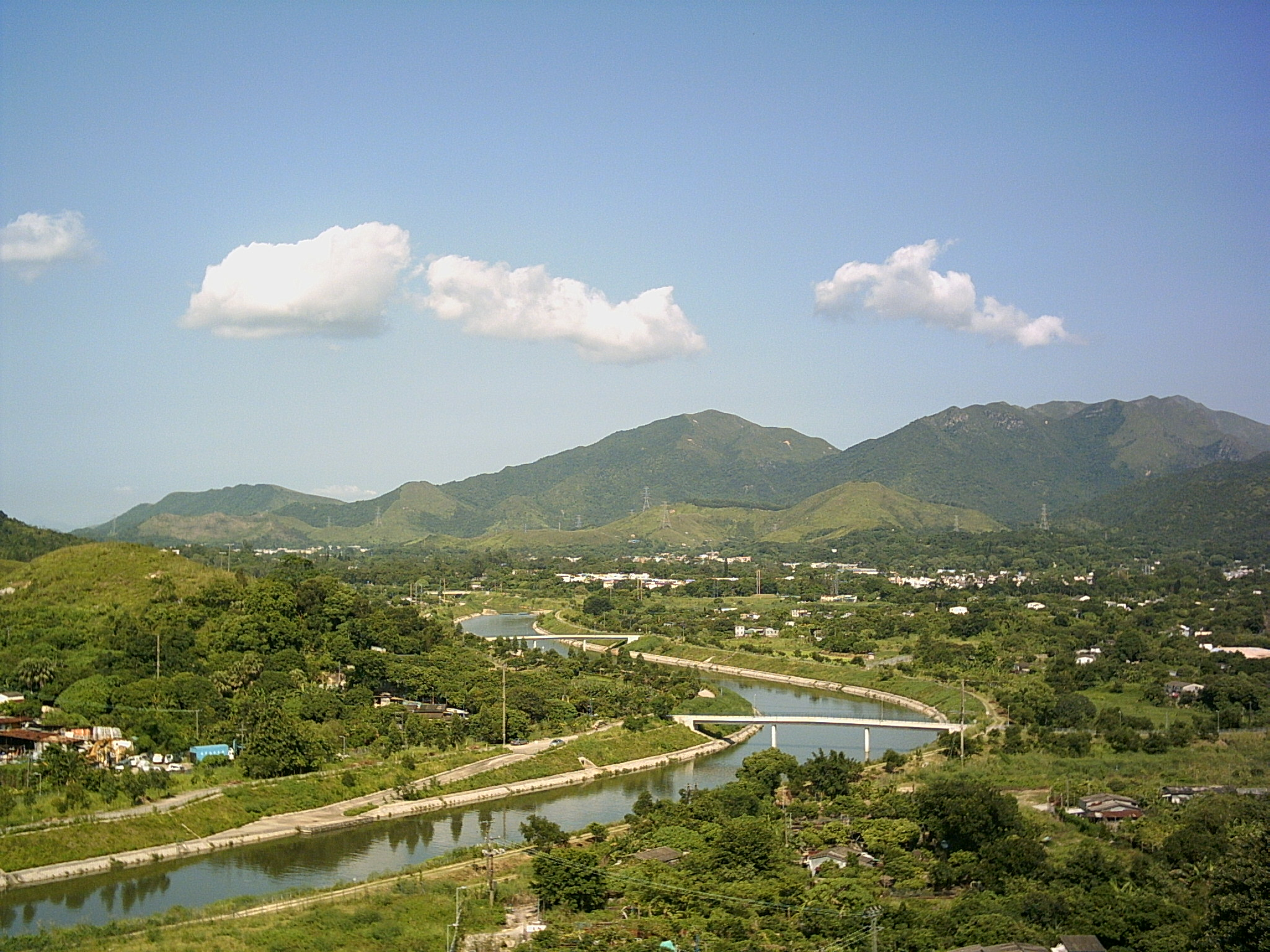
未來新市鎮規劃梧桐河一帶

### 歷史
1898年7月1日，英國正式接管新界。新界地區幅員廣闊，租借陸地面積975.1平方公里，比原來英方所擁有的香港轄區陸地面積擴大約11倍，水域擴大約40-50倍。

新界八約

為方便香港殖民地政府對新界的管治，將新界劃區而治，早期分為八約。包括：九龍約（九約、六約、全灣三分約）、沙頭角約（禾坑、蓮麻境、下堡、鹿頸、南約、谷埔、慶春七分約）、元朗約（八鄉、錦田、十八鄉、屏山、廈村、青山、大欖涌、龍鼓灘八分約）、雙魚約（林村、新田、龍躍頭、船灣、翕和、蔡坑、上水、粉嶺、侯約九分約）、六約（即打鼓嶺區）、東約（西貢、樟木頭、高塘、赤徑四分約）、東島洞（吉澳、平洲、塔門、白潭洲、白蠟洲、滘西、鹽田子七分約）以及西島洞（龍鼓、赤鱲角、馬灣、青衣、大嶼山（東涌、大澳、梅窩）、坪洲、尼姑洲、長洲十分約）
1907年，原有的新界八約合併為北約：大埔（包括沙田）、上粉沙打（上水、粉嶺、沙頭角和打鼓嶺，即北區前身）、西貢、元朗和青山（即屯門前身）等地，即（大帽山及九龍群山以北）和南約：新九龍、荃灣（涵蓋葵涌、青衣和馬灣）及離島，各由一位理民官管理。
1941年12月25日，日本佔領香港，香港進入了持續三年零八個月的日據時期，1942年2月20日，日本帝國香港占領地政府成立，並於1943年7月起將新界分成7區管轄，荃灣、西貢被劃入九龍地區，而7區分別為沙田區、大埔區、上水區（即上水及粉嶺）、新田區（即新界北）、沙角區（即沙頭角）、元朗區（即元朗及屯門）和西貢區。
新界方面，香港重光後初期，南約及北約理民府合併為單一理民府，至1948年才重新分為大埔、元朗及南約理民府。1959年9月，荃灣理民府從南約理民府分離。1960年，南約理民府取消，改為西貢及離島兩個理民府。
1963年，上述兩理民府再度合併，復設南約理民府。
1969年，因應萬宜水庫發展計劃，南約理民府再度分拆為西貢理民府及離島理民府。1974年4月1日，沙田理民府自大埔理民府分離；及屯門理民府自元朗理民府分離。

### 現行區域划分
新界有9個分區，每區均有其各自的區議會：
- 北區：包括上水、粉嶺、羅湖、河上鄉、馬草壟、聯和墟、沙頭角、鹿頸、烏蛟騰、文錦渡 、打鼓嶺、坪輋、蓮麻坑等地方。
- 大埔區：包括大埔滘、大埔墟、大埔中心、三門仔、大尾篤 、元洲仔、九龍坑 、林村、船灣、八仙嶺、大刀屻、吐露港、西貢十四鄉、黃竹塱及離島塔門、平洲、赤洲等地方。
- 沙田區：包括大圍、火炭、禾輋、石門、小瀝源、圓洲角、九肚山、馬料水、馬鞍山等地方。
- 西貢區：包括西貢市、將軍澳、坑口、寶琳、調景嶺、茅湖仔、大埔仔、清水灣半島、白沙灣、波羅輋、井欄樹、壁屋、大網仔、北潭涌、蠔涌、萬宜水庫等地。
- 元朗區：包括元朗市中心、橫洲、天水圍、尖鼻咀、十八鄉、凹頭、南生圍、錦田鄉、八鄉、石崗、新田鄉、落馬洲、米埔、廈村鄉、洪水橋、白泥、流浮山、屏山鄉等所組成。
- 屯門區：包括屯門新市鎮、藍地、亦園、大欖涌、掃管笏、稔灣、龍鼓灘、爛角咀等、還包括大小磨刀、匙羹洲、龍鼓洲、沙洲等細小島嶼。
- 葵青區：包括葵涌、石梨貝、大連排、大窩口、下葵涌荔景、九華徑、大窩山及青衣等地方。
- 荃灣區：包括荃灣市中心、油柑頭、汀九、深井、青龍頭、川龍、老圍、馬灣島、上葵涌梨木樹、油麻磡、大嶼山北部陰澳、青洲仔半島、竹篙灣等地方。
- 離島區：香港共有263個島，而離島區主要島嶼如下：大嶼山、長洲、喜靈洲、交椅洲、南丫島、坪洲、蒲台群島、石鼓洲、小鴉洲、大鴉洲等地方。

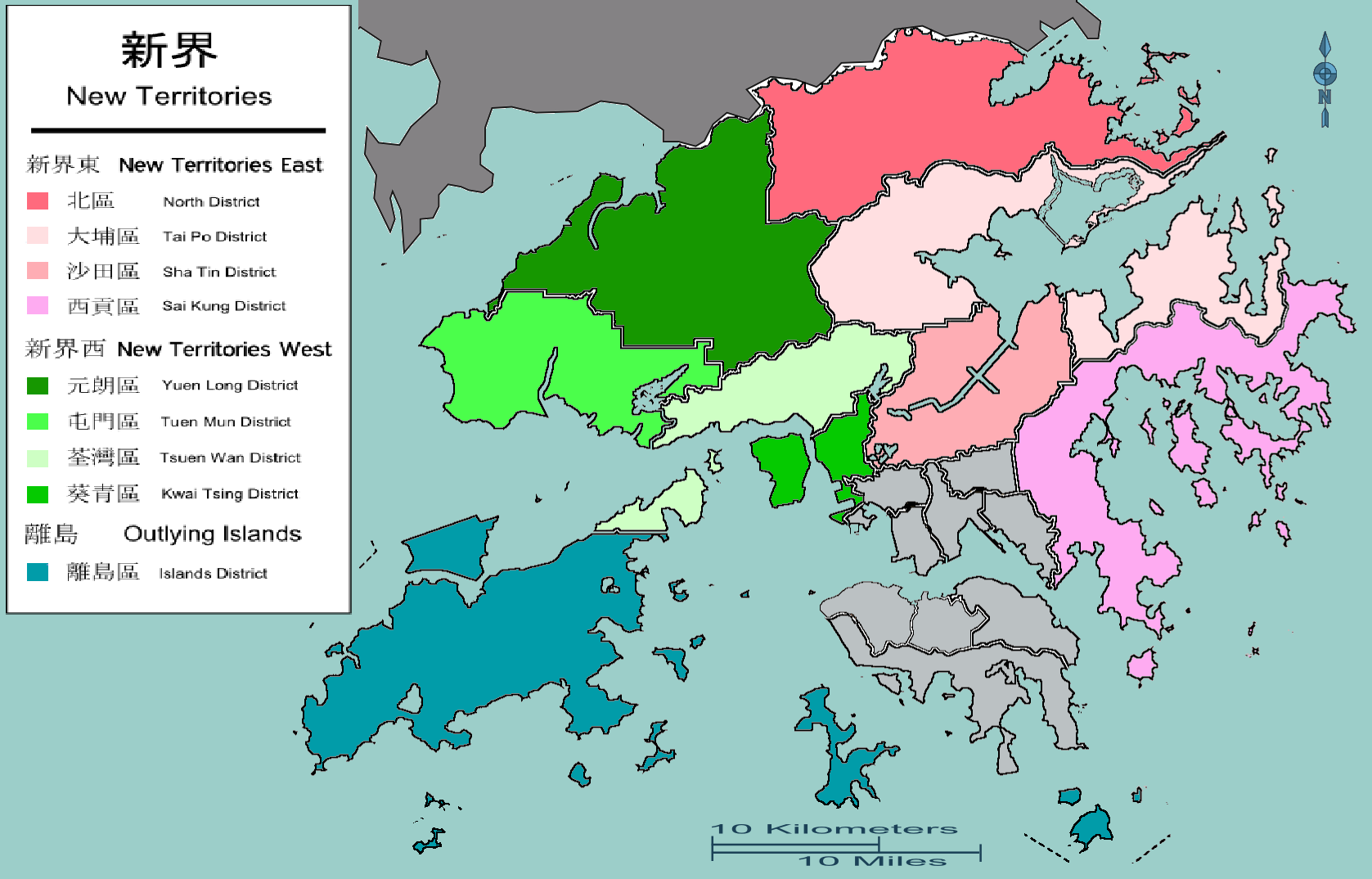
「新界」地區区域划分示意圖

立法局／立法會方面，1991年選舉引入地區直選時，新界共劃分為新界東、新界南、新界西和新界北四個選區，採用雙議席雙票制選出議員兩人。1995年選舉採用單議席單票制，把新界劃分為8個選區。1998年至2016年期間，新界共分為兩個選區（新界東、新界西），各選出議員5至9人不等。2021年選舉制度改革後，新界共分為5個雙議席選區，為新界東南、新界北、新界西北、新界西南和新界東北選區。
除了立法會選舉地方選區和區議會的行政區劃之外，新界鄉議局也為新界另作行政區劃，鄉議局將新界劃分為3區27鄉，3區分別為元朗區、大埔區和南約區。3區各劃分若干個鄉，共27個鄉，每一個鄉均各自設立一個鄉事委員會：
- 元朗區：屯門、廈村、屏山、十八鄉、八鄉、錦田、新田
- 大埔區：沙田、西貢北、大埔、粉嶺、上水、打鼓嶺、沙頭角、西貢、坑口
- 南約區：青衣、荃灣（包括葵涌）、馬灣、長洲、坪洲、東涌、大澳、梅窩、大嶼南、南丫南、南丫北

## 人口
1898年英國租借新界時，包括新九龍在內，總人口為102,254人，這裡基本上是農業區，分佈700個村莊和一些墟市，主體居民世代以務農為生。
目前，新界的人口占到香港總人口的多數。根據2016年中期人口統計，新界人口有3,840,620人，而全港則有7,336,585人。
在二十世紀初以來，由於在香港島和九龍地區聚集了全香港絕大部分的城市人口與別的原因，新界地區一直屬於香港發展中的後進地區。直至二十世紀後半期尤其是在八十年代以來，由於香港市區過度擁擠的狀況越來越突出，在香港城市發展空間小的情況下，政府和民間咸認為地域相對廣闊、人口相對較稀的新界地區有巨大的發展潛力。 從1971年到1981年，新界地區人口占全香港的比例由16.9%升至26％，1986年，新界的常住人口已達188.12萬，佔全港的比例已達34.86％，比例急劇上升。 1991年，新界地區人口已有237.48萬，首次超過九龍，成為香港三大區域中人口最多的一員，當年新界人口占全港的比例已達41.85％。 1996年，新界地區總人口進一步增至290.67萬，已占到總人口的46.75％，2001年時，新界人口已有334.30萬，佔總人口的比例為49.83％。

## 新市鎮的崛起
早年由於在九龍和香港島地區聚集了全香港絕大部分的人口，令新界地區成為香港發展中的後進地區。第二次世界大戰結束後，中國政局持續不穩，大量難民由中國大陸湧入，使香港市區過度擁擠的狀況越來越嚴重。1961年，港府刊憲發展荃灣衛星城市。1972年，時任港督麥理浩提出「十年建屋計劃」，興建大量公共房屋以應付劇增的人口。1973年，港府成立新界拓展署，大舉發展新界，於新市鎮開拓大量土地，以達致港府所訂下的建屋目標。使新界自1898年被英國接管後，得到前所未有的發展，並令新界地區人口量及人口比例持續增加。新界是香港面積最大，發展空間最充足的一個區域，香港的新市鎮包括了在新界地區的各個新興區域及各個大小離島的新興區域，包括如荃灣、葵涌、沙田、屯門、青衣、大埔、元朗、上水、粉嶺、將軍澳、馬鞍山、天水圍、東涌等等。新市鎮並不是實際意義上的城鎮，香港當前的18個議會行政區，在各個議會行政區範圍內發展起來的新市鎮，實際上沒有獨自政府管轄機構，新市鎮在香港只屬於一種新興的建成區連綿區域，它的發展壯大可以說是香港城市化日漸成熟的表現。

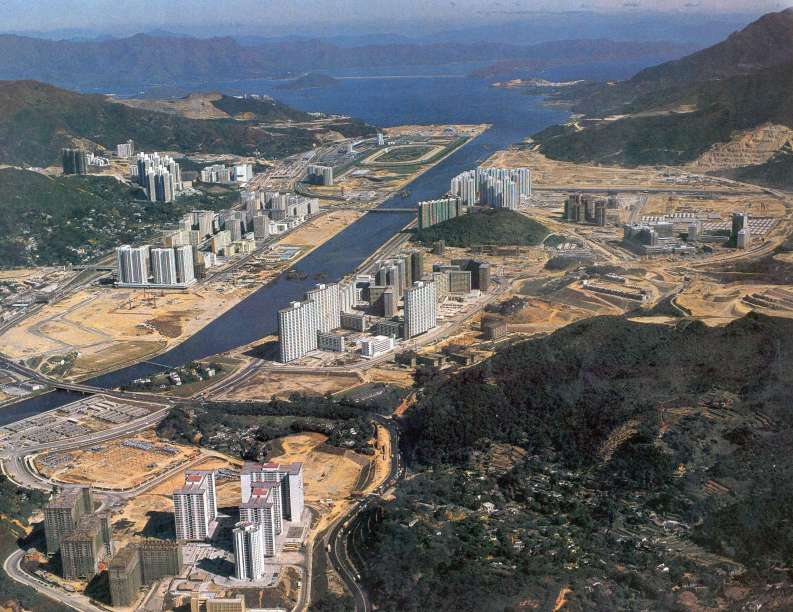
估計攝於1982年，沙田新市鎮正大興土木
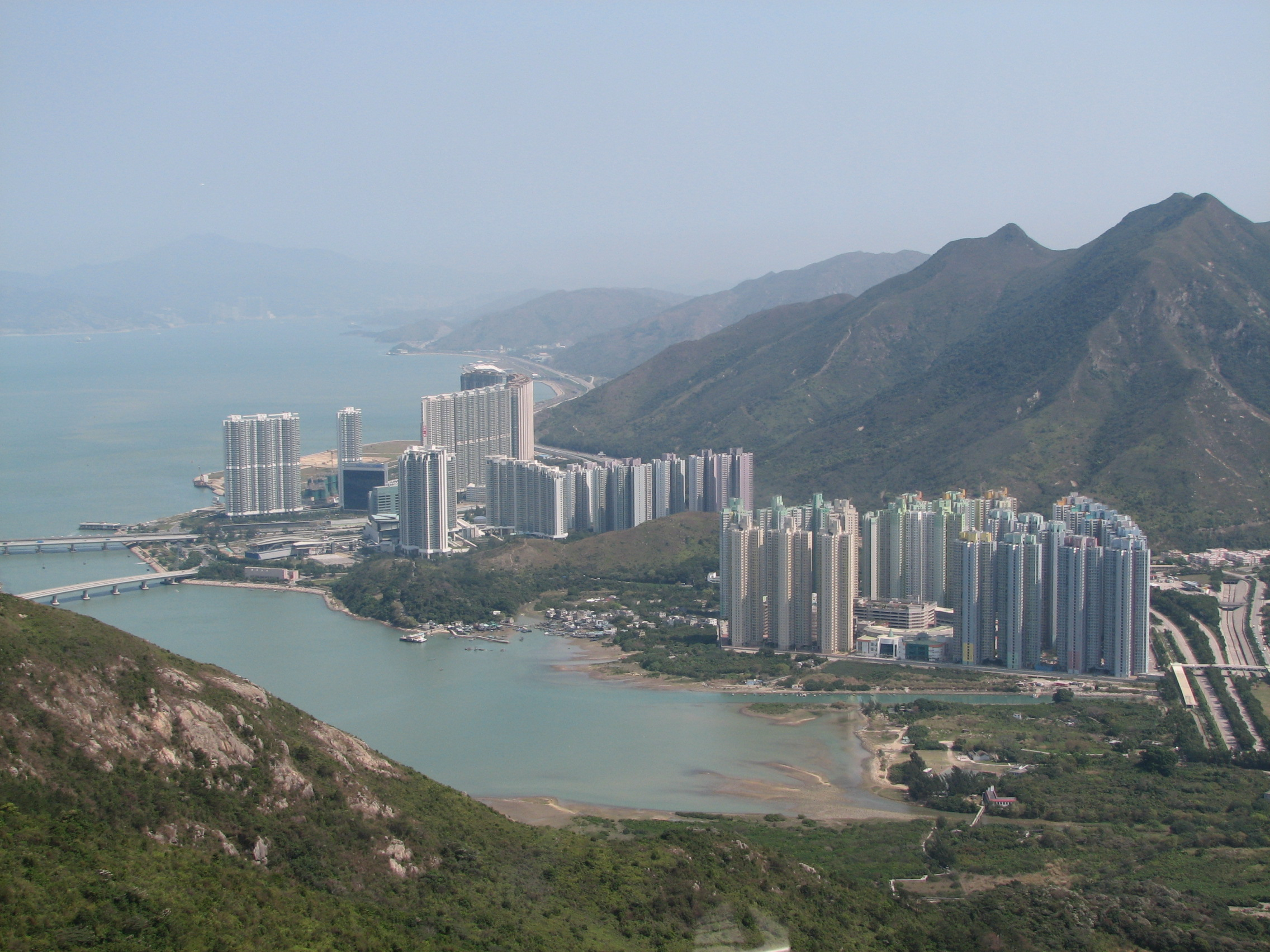
新界大嶼山首座新市鎮——東涌新市鎮
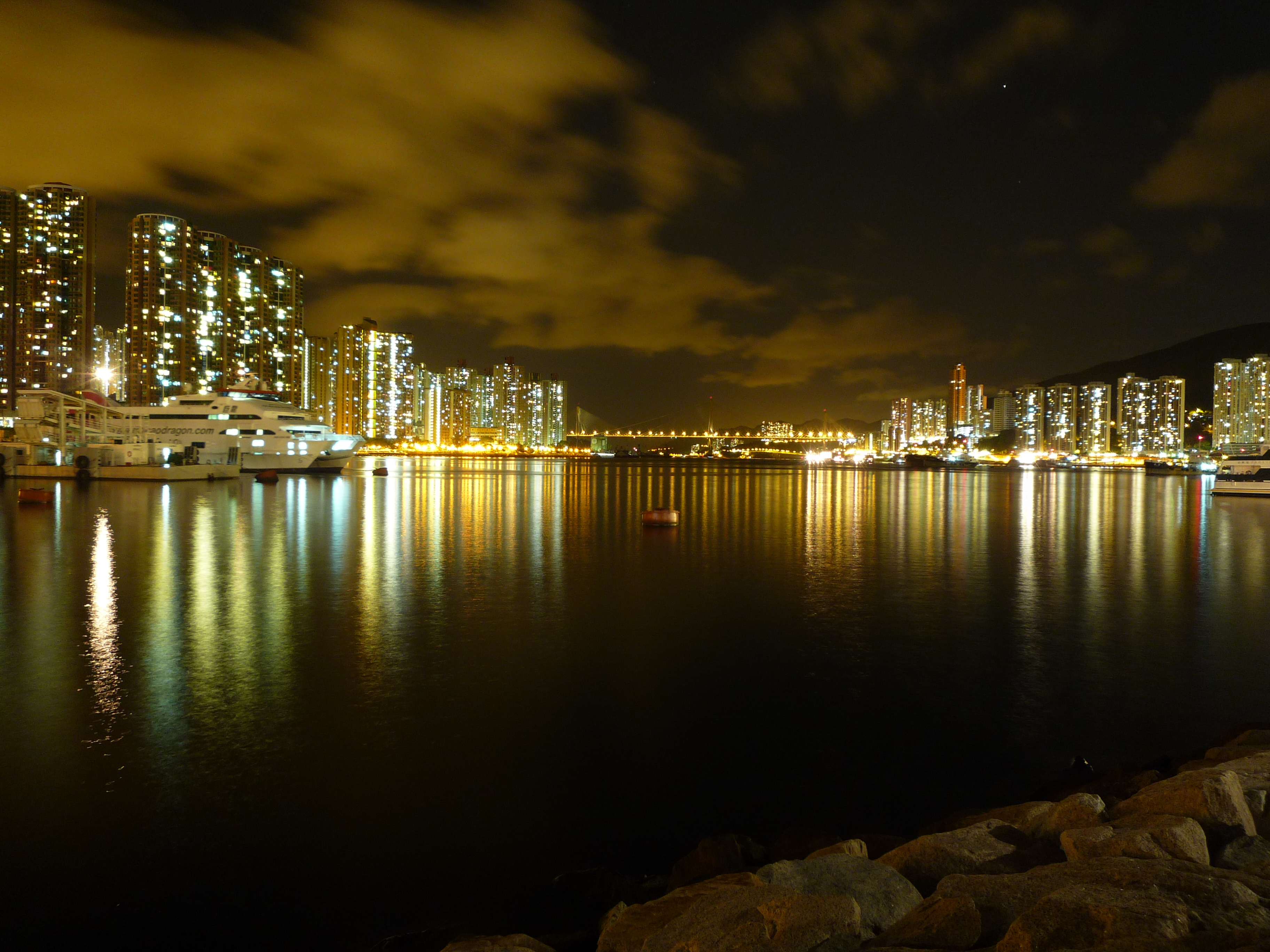
藍巴勒海峽兩岸夜色：左方為青衣，右方為荃灣
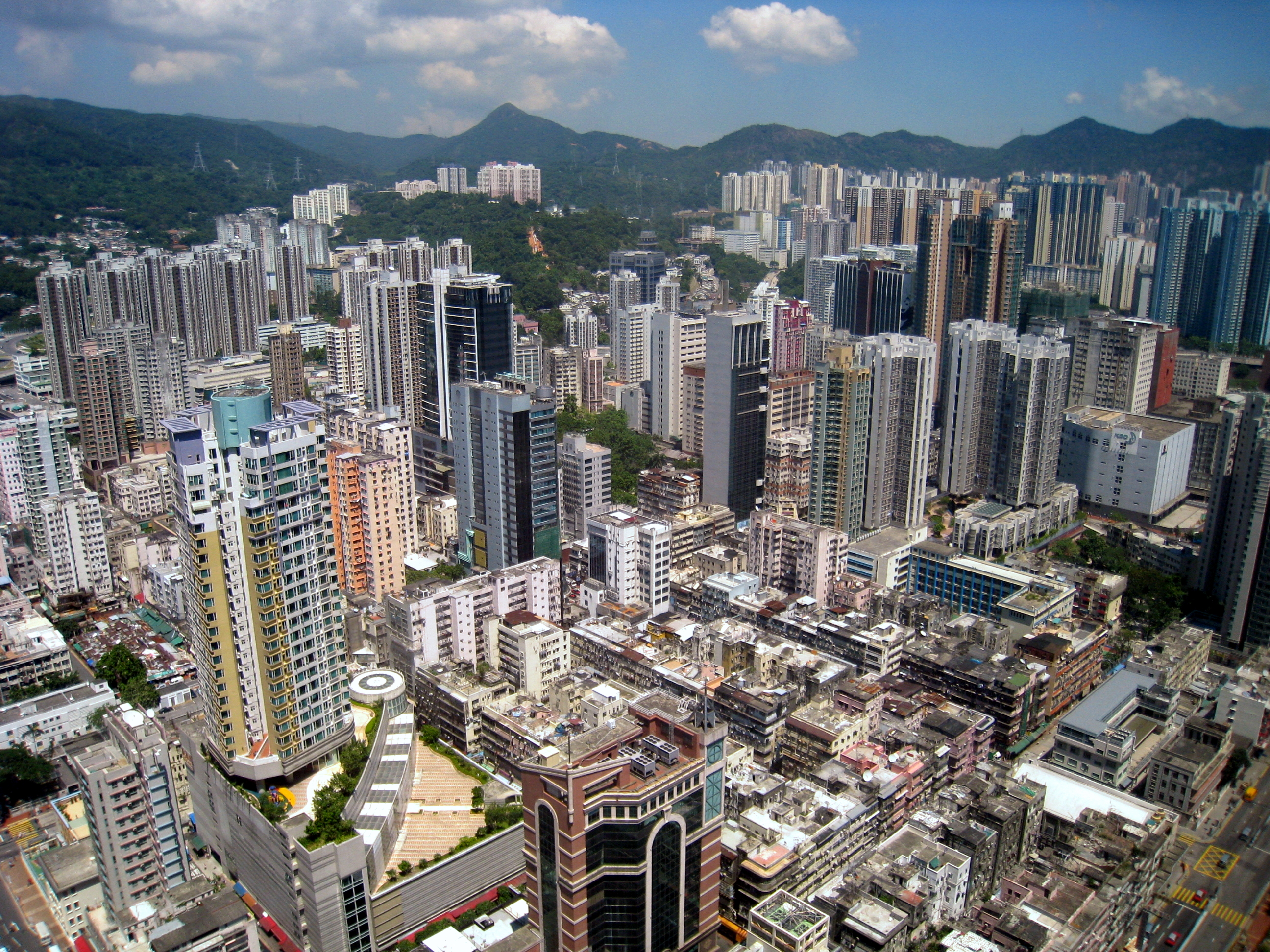
開發較早的荃灣高密度建築群
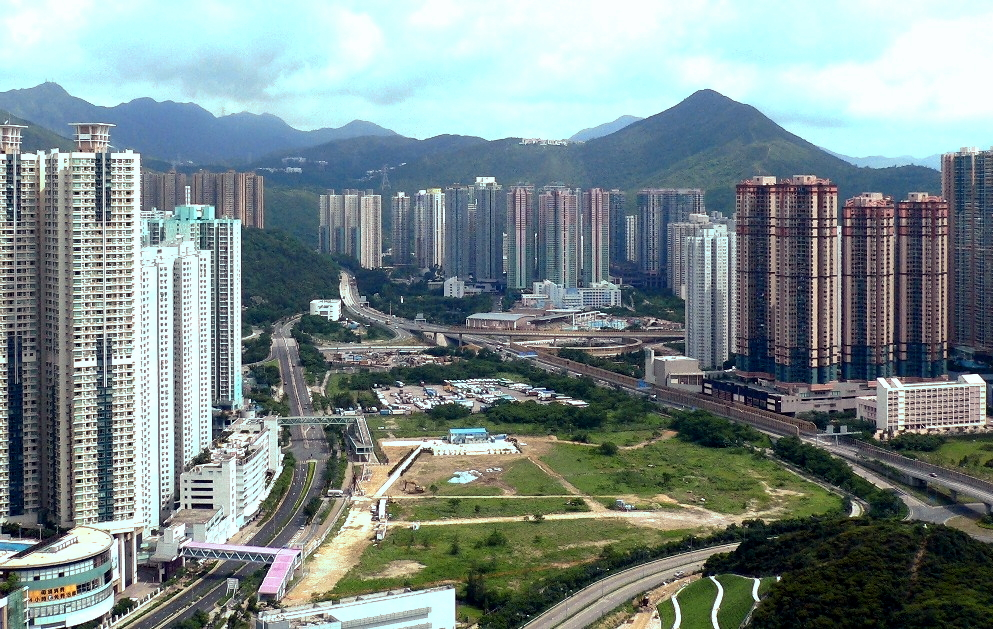
比較後期的將軍澳新市鎮，攝於2006年

### 未來新市鎮規劃
為應付未來人口不斷增長，2009年11月政府規劃署向公眾報告新界東北新發展區規劃、目標旨在為古洞北、粉嶺北及坪輋/打鼓嶺新發展區制定規劃及發展架構，以應付長遠的房屋、社會、經濟及環境需要，並訂立發展時間表讓首批居民於2019年遷入新發展區。本研究將以建設新發展區成為一個可持續、環保、具高能源效益、以人為本及無障礙的社區為目標。

## 鄉郊山嶺

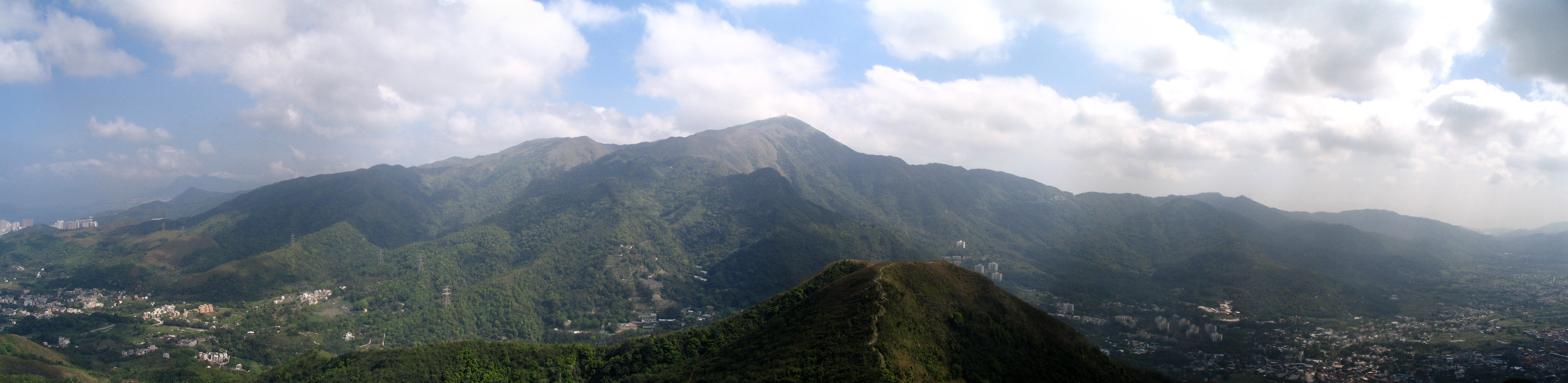
新界中部的大帽山是香港最高的山峰

新界區擁有大小不一的山峰，位於內陸的有大帽山、馬鞍山及八仙嶺，大嶼山的鳳凰山、大東山等。這些在新界的主要最高山峰，加上石崖、石林河流組成了壯觀的景色。遠離俗世的感覺使人印象深刻。在新界北部和東北部的一些低地，多會發現河流蜿蜒流經耕地或荒田有樹林和偏遠的鄉村，其中很多是有傳統古樸特色的圍村如吉慶圍、曾大屋。某些鄉村有小徑圍繞，農田間阡陌縱橫，雖然荒廢的農地及貯物場不斷增加，但部分景觀仍保留著以往鄉郊特色，亦是香港仍能讓人感受到傳統鄉村的面貌的地方。

## 離島群

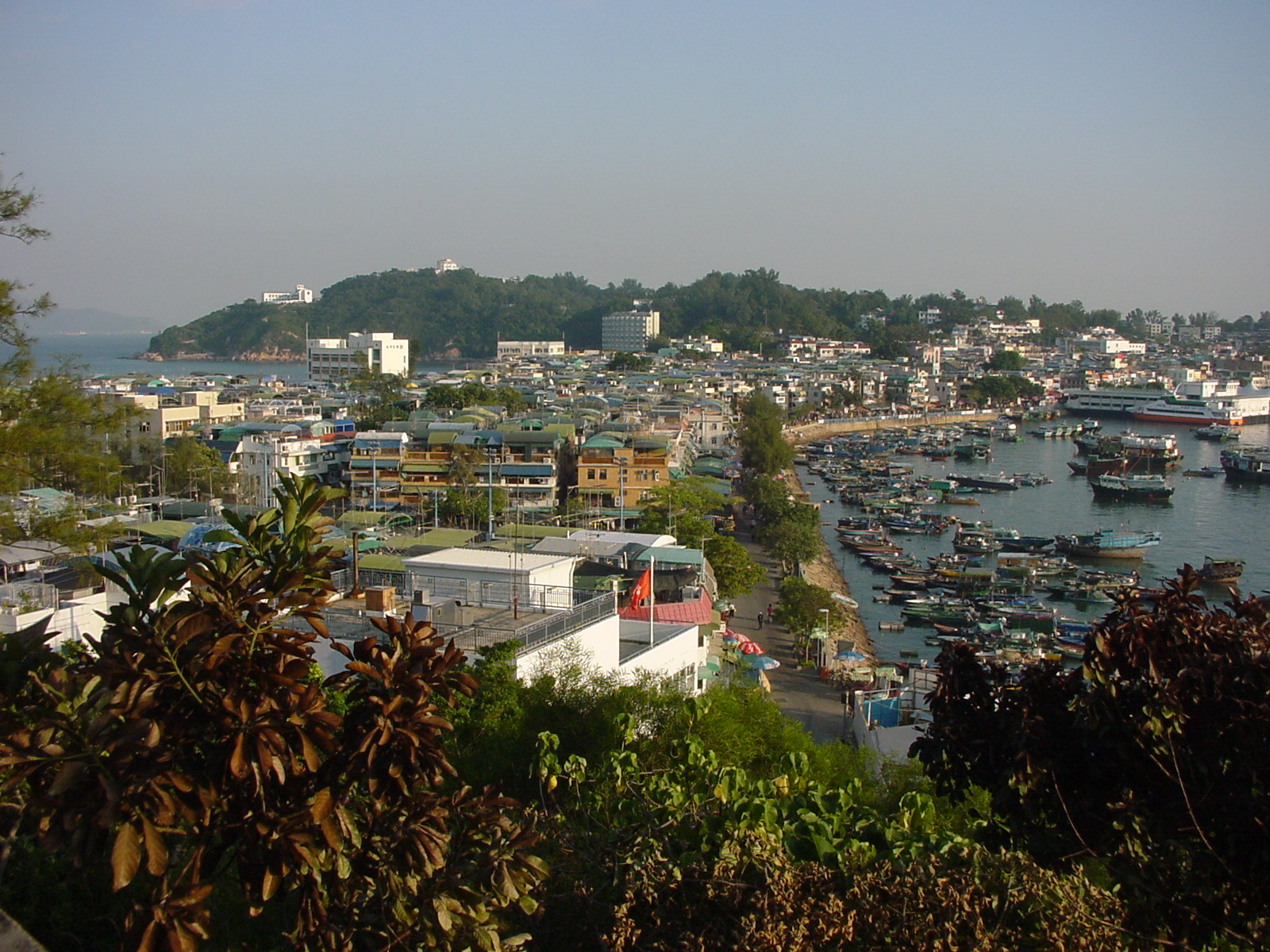
小島風情 - 長洲

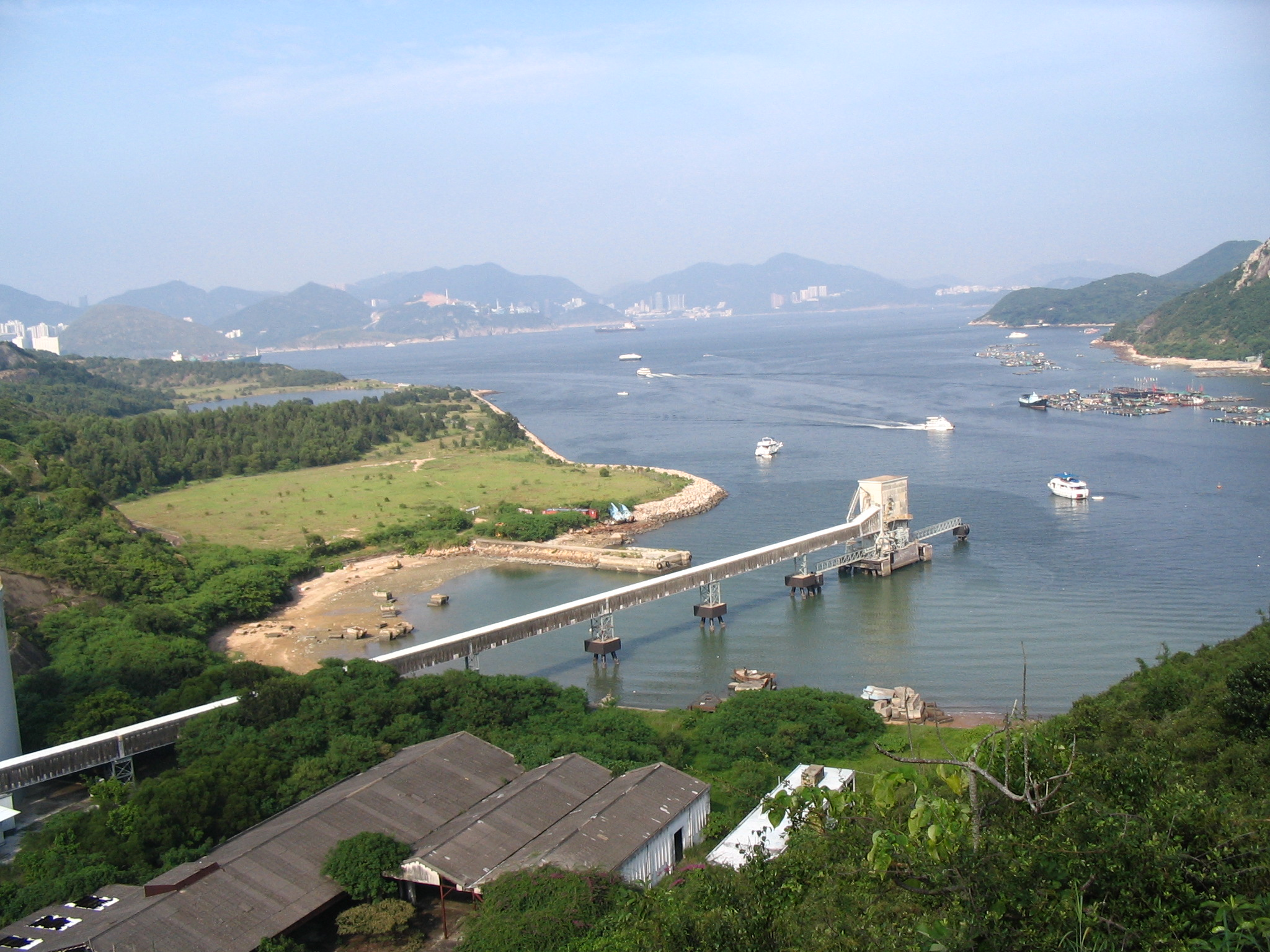
南丫島獲不少外籍人士喜愛而居住

在整個香港的二百多個離島中，其中以新界的大嶼山、南丫島、長洲及坪洲保留樸實民風而又較多人聚居，島上大部分自然環境和名勝古蹟一直保存着，島上的鄉鎮迄今仍保持着養魚、醃製等作業，亦是本地城市人周末的好去處。

## 法定古蹟
- 西貢滘西洲石刻
- 粉嶺龍躍頭覲龍圍圍牆及更樓
- 西貢大廟灣石刻
- 粉嶺龍躍頭麻笏圍門樓
- 荃灣三棟屋村
- 元朗橫洲二聖宮
- 大埔舊北區理民府
- 西貢東龍洲石刻
- 西貢上窰村
- 西貢東龍洲炮台
- 西貢龍蝦灣石刻
- 粉嶺龍躍頭老圍門樓及圍牆
- 大埔元洲仔前政務司官邸
- 粉嶺龍躍頭松嶺鄧公祠
- 西貢佛頭洲稅關遺址
- 粉嶺坪輋長山古寺
- 元朗新田麟峯文公祠
- 大埔大埔頭村敬羅家塾
- 大埔碗窰村碗窰
- 元朗山廈村張氏宗祠
- 大埔文武二帝廟
- 大埔上碗窰樊仙宮
- 舊大埔墟火車站
- 荃灣汲水門燈籠洲燈塔
- 上水廖萬石堂
- 元朗屏山鄧氏宗祠
- 荃灣海壩村古屋
- 元朗屏山愈喬二公祠
- 元朗新田大夫第
- 元朗屏山聚星樓
- 粉嶺龍躍頭覲龍圍門樓
- 西貢滘西洲洪聖古廟
- 元朗廈村楊侯宮
- 粉嶺龍躍頭天后宮
- 沙田王屋村古屋
- 上水河上鄉居石侯公祠
- 沙頭角鏡蓉書屋
- 屯門何福堂會所馬禮遜樓
- 元朗錦田二帝書院
- 元朗八鄉元崗村梁氏宗祠
- 元朗八鄉上村植桂書室
- 元朗廈村鄧氏宗祠
- 九龍水塘5項歷史構築物
- 城門水塘紀念碑
- 沙頭角蓮麻坑村葉定仕故居
- 元朗屏山坑頭村仁敦岡書室

## 新界之最
- 大帽山：全港最高的山峰
- 大嶼山：全港最大的島嶼
- 深圳河：全港最長的河流
- 元朗平原：全港最大面積的沖積平原
- 馬屎洲特別地區內的岩石：全港現存最古老的岩石
- 萬宜水庫：全港儲水量最大的水庫
- 沙田區：全港最多人口的行政區劃
- 離島區：全港最大面積的行政區劃
- 城門郊野公園：全港首個郊野公園
- 南大嶼郊野公園：全港面積最大郊野公園
- 香港地質公園：全港首個世界地質公園
- 青山公路：全港最長的行車道路和街道
- 屯門－赤鱲角隧道：全港最長的行車隧道
- 青馬大橋：全球最長的行車鐵路雙用懸索吊橋
- 香港國際機場：全球最繁忙機場之一、全港最大單一地段（赤鱲角地段第1號，共1255公頃）
- 葵青貨櫃碼頭：全球第六繁忙貨櫃港
- 羅湖出入境管制站：旅客全球第二亦是全球最繁忙貨柜車過境口岸
- 船灣淡水湖：全球首個在海中興建的水庫、全港面積最大的水庫（1000公頃）
- 香港中文大學：全港面積最大院校（137公頃）、全港最大中央石油氣用戶之一（13個供氣站）
- 愉景灣：全港地盤面積最大住宅項目（600公頃）、全港最大中央石油氣用戶之一
- 天盛苑：全港單位及樓宇數目最多居屋屋苑（17幢、6580伙）
- 逸東邨：全港樓宇數目最多公共屋邨（25幢；而按原來規劃，將以11939伙的規模超越天盛苑，成為全港最大型居屋屋苑）
- 葵涌邨：全港單位數目最多公屋屋邨（13742伙）

## 延伸閱讀
- Hill, R. D., Kathy Ng, and Tse Pui Wan. "The Suburbanization of Rural Villages in the New Territories, Hong Kong." (Working Paper No. 38) ( （页面存档备份，存于）) 香港大學城市研究及城市規劃中心 (Centre of Urban Studies & Urban Planning, CUSUP). 1989年4月.（英文）
- Lee, Ho Yin; DiStefano, Lynne Delehanty. . 牛津大學出版社. 2002. ISBN 978-0-19-592859-4 （英语）.

## 外部連結
- 香港新界 香港旅遊家